# Mount O’Neil
Mount O’Neil ist ein 2090 m hoher Berg im westantarktischen Marie-Byrd-Land. Im Königin-Maud-Gebirge ragt er unmittelbar nordöstlich des Mount Ratliff an der Nordflanke des Kansas-Gletschers auf.
Der United States Geological Survey kartierte ihn anhand eigener Vermessungen und Luftaufnahmen der United States Navy aus den Jahren von 1960 bis 1963. Das Advisory Committee on Antarctic Names benannte ihn 1967 nach Robert J. O’Neil, Installateur auf der Byrd-Station im antarktischen Winter 1961.